# Andorra op het Eurovisiesongfestival 2007

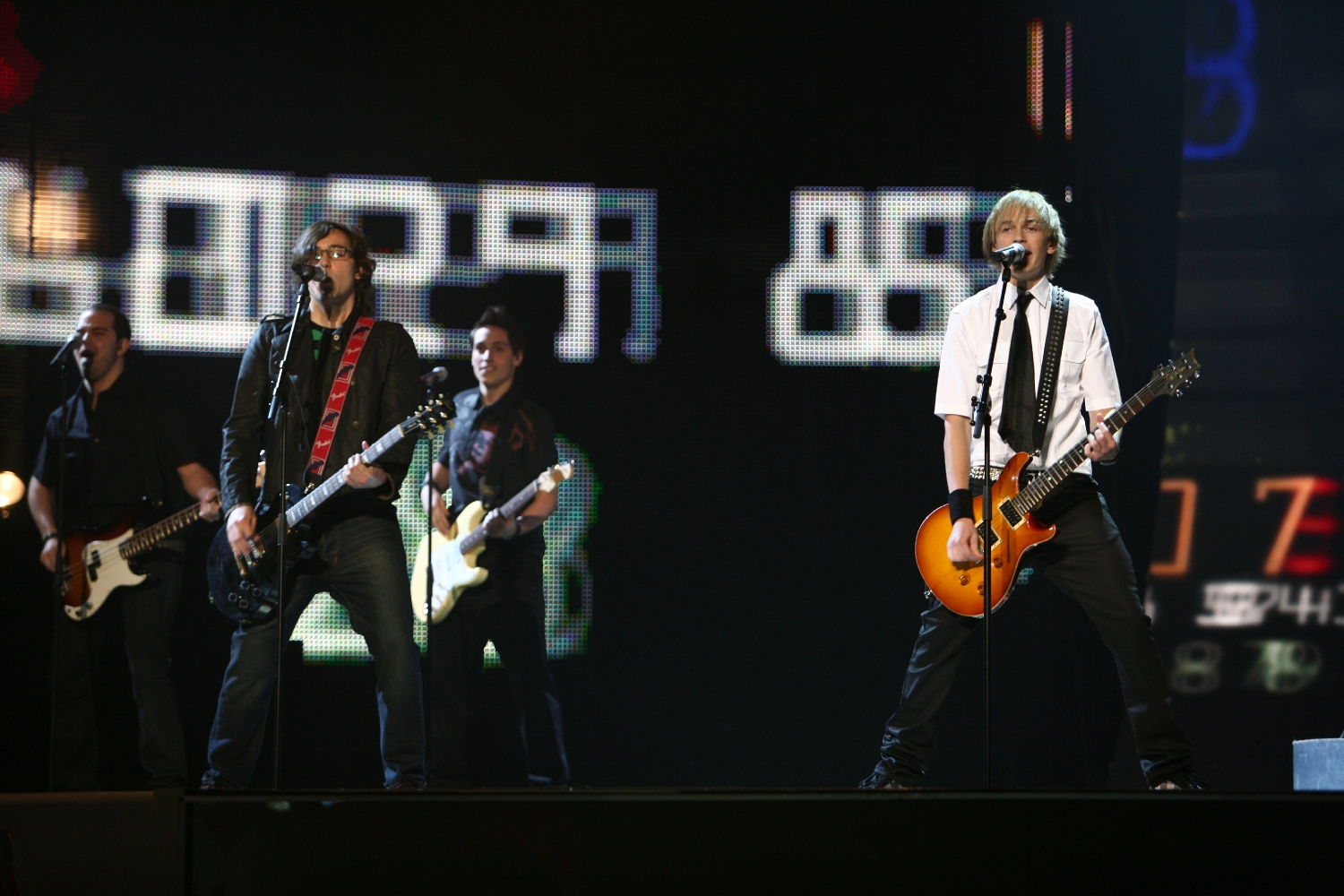
Anonymous speelt op het Eurovisiesongfestival 2007

Andorra nam deel aan het  Eurovisiesongfestival 2007, gehouden  in Helsinki, Finland. Het was de vierde deelname van het land. 

## Selectieprocedure
Andorra koos zijn inzending voor het songfestival van 2007 via een interne selectie, 'Projecte Eurovisió' genaamd. 
RTVA maakte bekend dat de punkband Anonymous met het lied "Salvem el món" de interne selectie had gewonnen van 18 andere kandidaten. Een jury bestaande uit 10 leden koos de winnaar.
Het lied werd op 1 maart 2007 voor het eerst ten gehore gebracht op een speciaal gala dat werd uitgezonden op televisie.
Dit was de eerste inzending uit Andorra die zowel in het Catalaans als het Engels gezongen werd.
De band Anonymous  bestaat uit Nikki, Alejandro en Gallego. De band begon in 2004. 'Anonymous' ziet de groepen Blink 182 en Sum 41 als hun grote voorbeeld.
Andorra neemt sinds 2004 deel aan het Eurovisiesongfestival en wist de finale nog nooit te halen. 

## In Helsinki
Andorra was als 21ste van 28 deelnemers aan de beurt, net na Malta en voor Hongarije. Bij het openen van de enveloppes met gekwalificeerde landen voor de finale, bleek dat ze niet bij de beste tien was geëindigd. Na afloop van het festival bleek dat Andorra op de twaalfde plek was geëindigd, met 80 punten. 
Men ontving 1 keer het maximum van de punten.
België en Nederland hadden geen punten over voor deze inzending.

### Gekregen punten

#### Halve Finale
| 12 punten           | 10 punten                                                  | 8 punten | 7 punten                                                     | 6 punten                     |
| ------------------- | ---------------------------------------------------------- | -------- | ------------------------------------------------------------ | ---------------------------- |
| - Spanje            |                                                            |          | - Tsjechië                                                   | - IJsland - Polen - Portugal |
| 5 punten            | 4 punten                                                   | 3 punten | 2 punten                                                     | 1 punt                       |
| - Estland - Finland | - Griekenland - Ierland - Rusland - Slovenië - Wit-Rusland |          | - Israël - Kroatië - Litouwen - Noorwegen - Turkije - Zweden | - Noord-Macedonië            |

### Punten gegeven door Andorra

#### Halve Finale
Punten gegeven in de halve finale:
| 12 punten | Portugal    |
| 10 punten | Polen       |
| 8 punten  | Slovenië    |
| 7 punten  | Turkije     |
| 6 punten  | Zwitserland |
| 5 punten  | Nederland   |
| 4 punten  | Hongarije   |
| 3 punten  | Noorwegen   |
| 2 punten  | Denemarken  |
| 1 punt    | Oostenrijk  |

#### Finale
Punten gegeven in de finale:
| 12 punten | Oekraïne  |
| 10 punten | Roemenië  |
| 8 punten  | Frankrijk |
| 7 punten  | Finland   |
| 6 punten  | Hongarije |
| 5 punten  | Duitsland |
| 4 punten  | Moldavië  |
| 3 punten  | Rusland   |
| 2 punten  | Zweden    |
| 1 punt    | Litouwen  |

2004 · 2005 · 2006 · 2007 · 2008 · 2009 · 2010-2025